# پالو وردی (آریزونا)
پالو وردی (به انگلیسی: Palo Verde) یک منطقهٔ مسکونی در ایالات متحده آمریکا است که در شهرستان مریکوپا، آریزونا واقع شده‌است. پالو وردی ۲۵۷٫۵۶ متر بالاتر از سطح دریا واقع شده‌است.